# José Santos Machicado
José Santos Machicado (1844-1920) fue un profesor, escritor y político boliviano.

## Biografía
Nacido en Sorata en 1844, pasó a vivir a La Paz con apenas dos años. Allí recibió su educación, que en un primer momento estuvo orientada hacia la iglesia, pues estudió en el Seminario, donde obtuvo un grado de licenciado en Teología en 1857. La vocación por la ley lo condujo a asistir a un curso en la universidad y se hizo con un grado de doctor en leyes en 1861. El gusto por el oficio legal le duró poco y pronto viró hacia la filosofía y la literatura, asignaturas que impartió de 1866 en adelante. A partir de 1893, fue director de la Escuela Nacional de La Paz.
Incursionó, asimismo, en la política. Fue miembro de la Convención en 1880, diputado por La Paz en la Cámara entre 1894 y 1897 y nuevamente en 1898, cuando fue elegido presidente. Editó y escribió textos para publicaciones católicas como La Estrella, El Independiente, La Unión y La Defensa. Autor tanto de prosa como de versos, escribió Oda e himno al trabajo y a la industria (1894), Cuentos de mi tierra, Nuevos cuentos (ambos publicados en Alemania) y Apuntes biográficos de Pío Nono. Falleció en 1920.